# 勞森 (巴塞爾鄉村州)

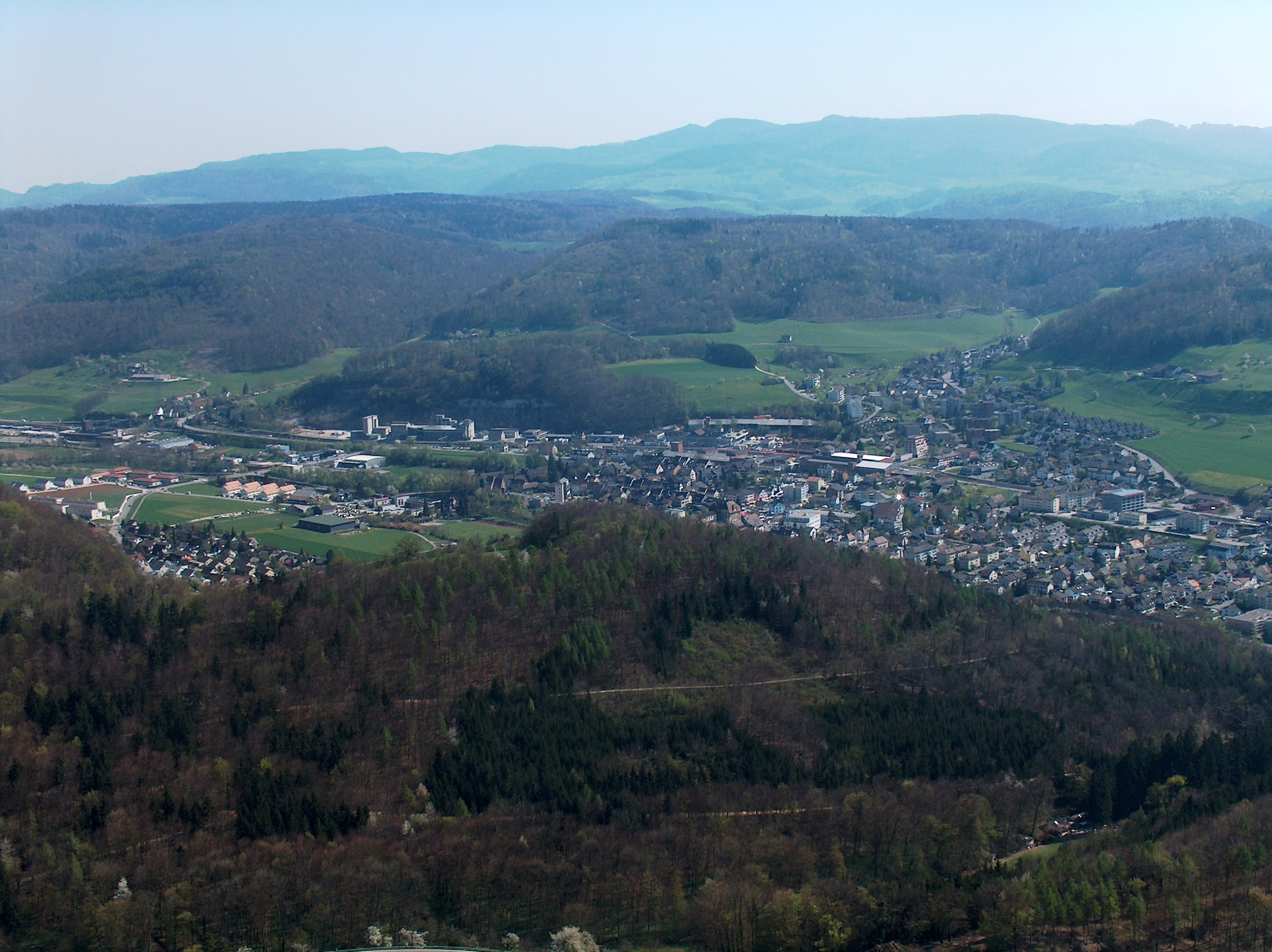

勞森（德语：Lausen）是瑞士的城鎮，位於該國北部，由巴塞爾鄉村州負責管轄，面積5.56平方公里，海拔高度343米，2012年人口4,890，一半人口信奉基督教，人口密度每平方公里879人。

## 外部連結
- Official Homepage （页面存档备份，存于） （德文）